# (2770) Tsvet
(2770) Tsvet es un asteroide perteneciente al cinturón de asteroides descubierto el 19 de septiembre de 1977 por Nikolái Stepánovich Chernyj desde el Observatorio Astrofísico de Crimea, en Naúchni.

## Designación y nombre
Tsvet recibió inicialmente la designación de 1977 SM1.
Más adelante, en 1987, se nombró en honor del botánico ruso Mijaíl Tsvet (1872-1919).

## Características orbitales
Tsvet está situado a una distancia media de 2,17 ua del Sol, pudiendo acercarse hasta 2,033 ua y alejarse hasta 2,308 ua. Su excentricidad es 0,06336 y la inclinación orbital 2,86 grados. Emplea en completar una órbita alrededor del Sol 1168 días.

## Características físicas
La magnitud absoluta de Tsvet es 12,7 y el periodo de rotación de 7,82 horas.